# Oxyrhynchus papyri

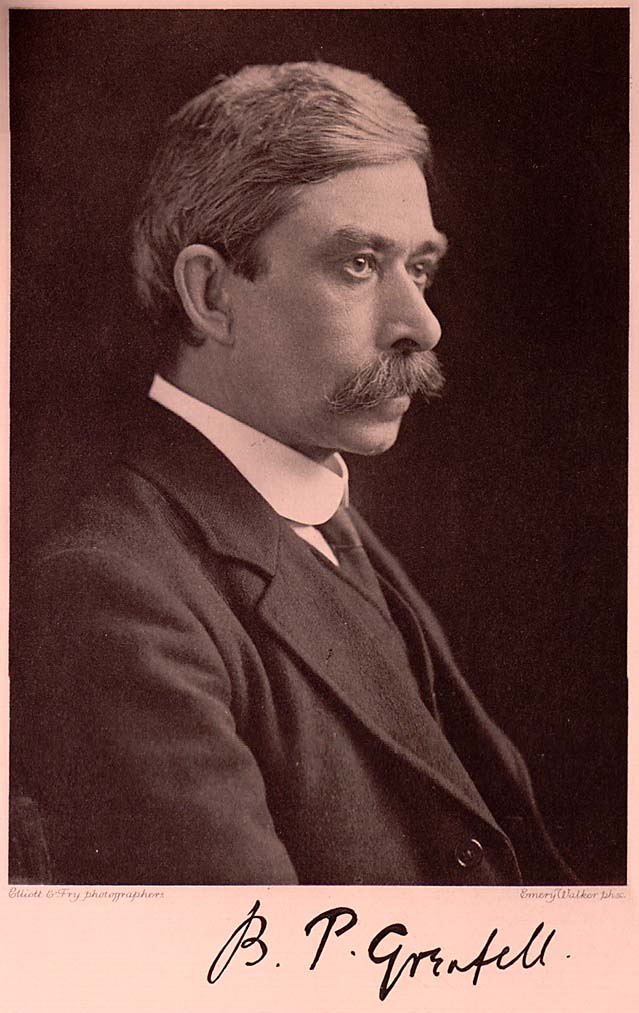
Bernard Grenfell

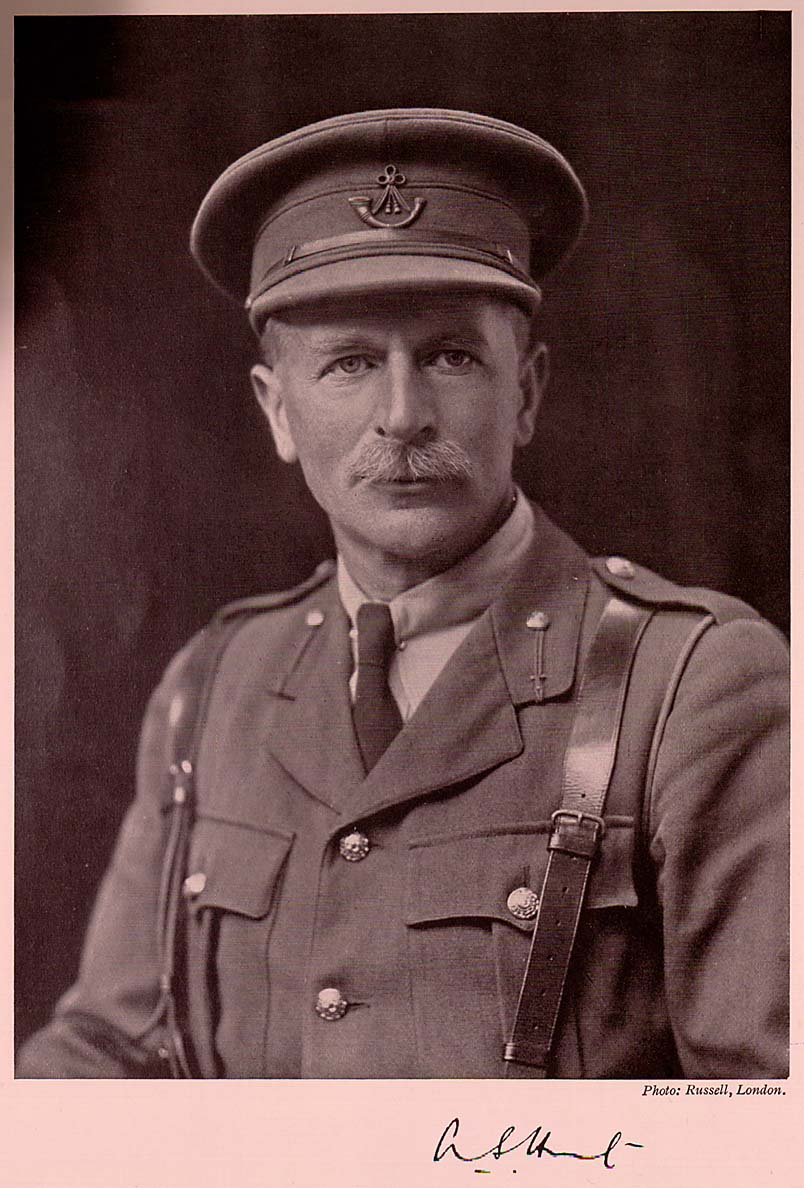
Arthur Hunt

Met de Oxyrhynchus Papyri wordt een grote groep handschriften aangeduid, die is ontdekt door archeologen (waaronder met name Bernard Pyne Grenfell en Arthur Surridge Hunt) op een afvalstortplaats bij de antieke stad Oxyrhynchus in Egypte (tegenwoordig heet de plaats El-Bahnasa). De handschriften zijn vervaardigd in de eerste tot de zesde eeuw AD. Ze bestaan uit duizenden Griekse en Latijnse documenten, brieven en werken uit de literatuur. Er zijn ook een paar beschreven vellum, perkamenten manuscripten, en minder oude Arabische manuscripten op papier, bijvoorbeeld het Middeleeuwse P. Oxy. VI 1006). Het grootste deel van de Oxyrhynchus papyri wordt bewaard in de Art, Archaeology and Ancient World Library in Oxford.

## Literaire vondsten
Aanvankelijk hoopte men veel verloren literaire werken uit de Oudheid te vinden. Hoewel dit niet is uitgekomen, zijn er toch veel belangrijke Griekse teksten aan het licht gekomen. Hieronder zijn gedichten van Pindarus, fragmenten van Sappho en Alcaeus; en grotere stukken van Alcman, Ibycus en Corinna.
Er zijn ook uitgebreide stukken van de Hypsipyle van Euripides, fragmenten van de komedies van Menander, en een groot deel; van de Ichneutae van Sophocles. Ook werden de oudste en meest complete diagrammen gevonden uit elementen van Euclides. Een belangrijke vondst was ook het historische werk dat we kennen als Hellenica Oxyrhynchia, de schrijver daarvan is onbekend, maar kan goed Ephorus zijn, of zoals men tegenwoordig vaak denkt, Cratippus. Een biografie van Euripides door Satyrus Peripates is ook opgegraven. De epitome van zeven van de 107 verloren boeken van Livius is de belangrijkste Latijnse vondst.
De klassieke auteur die het meest geprofiteerd heeft van de vondsten bij Oxyrhynchus is de Atheense toneelschrijver Menander (342 -291 v.Chr). Zijn blijspelen waren in de Hellenistische periode erg populair en worden vaak aangetroffen op papyrusfragmenten. Spelen van Menander waarvan fragmenten zijn aangetroffen in Oxyrhynchus zijn onder andere Misoumenos, Dis Exapaton, Epitrepontes, Karchedonios, Dyskolos en Kolax. De werken die gevonden zijn, hebben het aanzien van Menander onder classici en deskundigen op het gebied van Grieks toneel flink doen stijgen.
Online staat een lijst ter beschikking waarop kort de inhoud van elke papyrus of fragment te zien is.

## Theologische handschriften
Onder de Christelijke teksten die in Oxyrhynchus gevonden zijn, waren fragmenten van oude niet-canonieke Evangeliën, Oxyrhynchus 840 (3e eeuw AD) en Oxyrhynchus 1224 (4e eeuw AD). Andere teksten die te Oxyrhynchus gevonden zijn, bevatten gedeelten van
- Matteüs 1; (3e eeuw); Papyrus 2 en (P401) , hoofdstuk 11, 12 en 19 (3e, 4e eeuw: P2384, 2385;
- Marcus 10-11 (5e tot 6e eeuw: P3);
- Johannes 1, en 20; (3e eeuw: P208);
- Romeinen 1 (4e eeuw: P209);
- 1 Johannes (4e-5e eeuw: P402);

en verder de Apocalyps van Baruch (hoofdstuk 12- 14; 4e or 5e eeuw: P403); het Evangelie van de Hebreeën (3e of 4e eeuw P655); De herder van Hermas (3e of 4e eeuw: P404), en een werk van Irenaeus van Lyon, (3e eeuw: P405). Er zijn nog vele andere delen van andere canonieke boeken, en vele oude christelijke liederen, gebeden en brieven gevonden.
Hieronder volgt een lijst van alle handschriften uit de Oxyrhynchus Papyri die ingedeeld zijn als theologisch. Sommige handschriften die eigenlijk bij meer genres horen, worden hier ook weergegeven. Het citaat uit Psalm 90 (P. Oxy. XVI 1928) dat bij een amulet hoort, is wel geclassificeerd als magische tekst in de Oxyrhynchus Papyri, maar hoort ook bij de tekstgetuigen van het Oude Testament. In elk deel dat theologische handschriften bevat, worden zij als eerste opgesomd, volgens een Engelse traditie, waarin de theologie voorop gaat aan de universiteit.

### Oude Testament

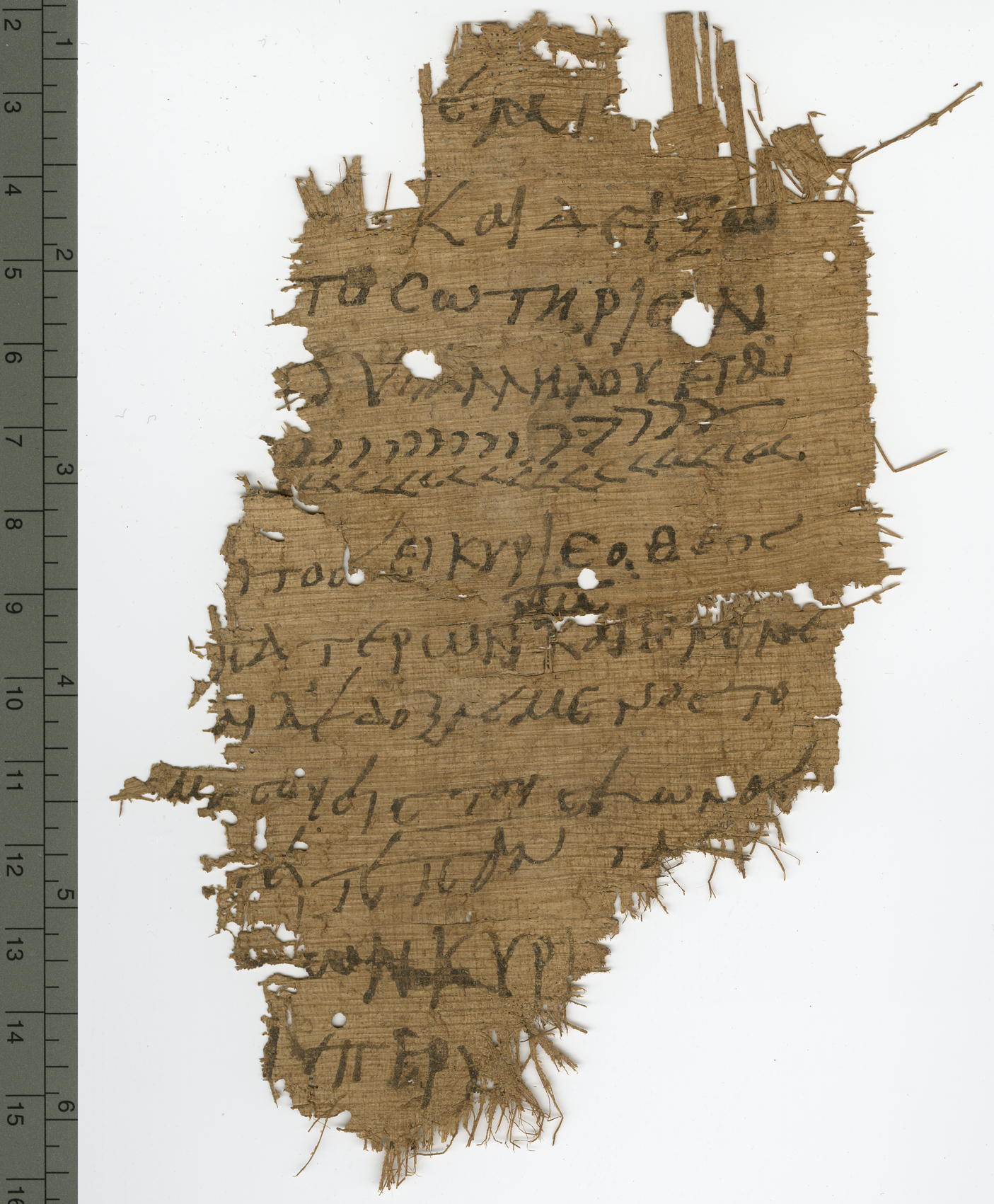
P.Oxy LXXV 5021 Psalm 90(LXX)'; pub 2010 door C.E. Römer; bevindt zich te Oxford

De oorspronkelijke Hebreeuwse Bijbel (Tenach) is tussen de derde en de eerste eeuw voor Christus in het Grieks vertaald.
Deze vertaling heet de Septuagint (of LXX, allebei is dat 70 in het Latijn), omdat ze volgens de traditie in Alexandrië door 72 Joodse geleerden vervaardigd is.
De Septuagint wordt in het Nieuwe Testament geciteerd en bevindt zich samen met het Nieuwe Testament in de grote codices van de vierde eeuw, zoals de codex Vaticanus enzovoorts. De Septuagint bevat ook boeken die door protestanten apocrief, omstreden, genoemd worden, en door katholieken deuterocanoniek.
- Het eerste nummer (Vol) is het nummer van het deel van Oxyrhynchus Papyri waarin het manuscript is gepubliceerd.
- Het tweede nummer (Oxy) is het algemene nummer dat aangeeft de hoeveelste publicatie dat was in Oxyrhynchus Papyri.
- Standaard worden de citaten uit de Oxyrhynchus papyri aangegeven als:

P. Oxy. <volume in Romeinse cijfers> <nummer van de volgorde van publicatie>.
- Uit de context kun je altijd opmaken of met “LXX” volume 70 van de Oxyrhynchus Papyri of de Septuagint bedoeld wordt.
- P. Oxy. VIII 1073 is een Oud Latijnse versie van Genesis de andere zijn handschriften van de Septuagint.
- Data zijn afgerond naar boven op 50 jaar.
- Voor zover bekend is de inhoud weergegeven.

| Vol  | Oxy  | Datum | Inhoud                                                       | Instelling                                                                                       | Stad, Staat               | Land                |
| ---- | ---- | ----- | ------------------------------------------------------------ | ------------------------------------------------------------------------------------------------ | ------------------------- | ------------------- |
| IV0  | 656  | 150   | Gen 14:21–23; 15:5–9; 19:32–20:11; 24:28–47; 27:32–33, 40–41 | Bodleian Library; MS.Gr.bib.d.5(P)                                                               | Oxford                    | Verenigd Koninkrijk |
| VI   | 845  | 400   | Psalm 68; 70                                                 | Egyptisch Museum; JE 41083                                                                       | Cairo                     | Egypte              |
| VI   | 846  | 550   | Amos 2                                                       | Universiteit van Pennsylvania; E 3074                                                            | Philadelphia Pennsylvania | V.S.                |
| VII  | 1007 | 400   | Genesis 2–3                                                  | British Museum; Inv. 2047                                                                        | Londen                    | Verenigd Koninkrijk |
| VIII | 1073 | 350   | Gen 5–6 Oud Latijn                                           | British Museum; Inv. 2052                                                                        | Londen                    | Verenigd Koninkrijk |
| VIII | 1074 | 250   | Exodus 31–32                                                 | Universiteit van Illinois; GP 1074                                                               | Urbana (Illinois)         | V.S.                |
| VIII | 1075 | 250   | Exodus 11:26–32                                              | British Library; Inv. 2053 (recto)                                                               | Londen                    | Verenigd Koninkrijk |
| IX   | 1166 | 250   | Gen. 16:8–12                                                 | British Library; Inv. 2066                                                                       | Londen                    | Verenigd Koninkrijk |
| IX   | 1167 | 350   | Gen. 31                                                      | Princeton-universiteit Pap. 9                                                                    | Princeton New Jersey      | Verenigde Staten    |
| IX   | 1168 | 350   | Jozua 4-5 vellum                                             | Princeton-universiteit Pap. 10                                                                   | Princeton New Jersey      | V.S.                |
| X    | 1225 | 350   | Leviticus 16                                                 | Princeton-universiteit Pap. 12                                                                   | Princeton New Jersey      | VS                  |
| X    | 1226 | 300   | Psalm 7–8                                                    | Universiteit van Liverpool Class. Gr. Libr. 4241227                                              | Liverpool                 | Verenigd Koninkrijk |
| XI   | 1351 | 350   | Lev 27 vellum                                                | Ambrose Swasey Library; 886.4 Colgate Rochester Crozer Divinity Schol (voor particuliere verkoop | Rochester New York        | V.S.                |
| XI   | 1352 | 325   | Psalm 82–83 vellum                                           | Egyptisch Museum; JE 47472                                                                       | Caïro                     | Egypte              |
| XV   | 1779 | 350   | Psalm 1                                                      | United Theological Seminary                                                                      | Dayton (Ohio)             | (VS)                |
| XVI  | 1928 | 500   | Psalm 90 amulet                                              | Ashmolean Museum                                                                                 | Oxford                    | Verenigd Koninkrijk |
| XVII | 2065 | 500   | Psalm 90                                                     | Ashmolean Museum                                                                                 | Oxford                    | Verenigd Koninkrijk |
| XVII | 2066 | 500   | Prediker 6–7                                                 | Ashmolean Museum                                                                                 | Oxford                    | Verenigd Koninkrijk |
| XXIV | 2386 | 500   | Psalm 83–84                                                  | Ashmolean Museum                                                                                 | Oxford                    | Verenigd Koninkrijk |
| L    | 3522 | 50    | Job 42:11–12                                                 | Ashmolean Museum                                                                                 | Oxford                    | Verenigd Koninkrijk |
| LX   | 4011 | 550   | Psalm 75 interlineair                                        | Ashmolean Museum                                                                                 | Oxford                    | Verenigd Koninkrijk |
| LXV  | 4442 | 225   | Ex 20:10–17, 18–22                                           | Ashmolean Museum                                                                                 | Oxford                    | Verenigd Koninkrijk |
| LXV  | 4443 | 100   | Ester 6–7                                                    | Ashmolean Museum                                                                                 | Oxford                    | Verenigd Koninkrijk |

#### Apocriefe delen van het Oude Testament
Men noemt een boek apocrief, (A) wanneer sommige kerken het tot het Oude Testament, dat wil zeggen, tot de canon rekenen en de andere niet. Voorts rekenen de Rooms-Katholieke Kerk en de oosters-orthodoxe kerken een aantal boeken tot de canon die deuterocanoniek genoemd worden. Deze boeken worden door protestanten ook vaak apocrief genoemd (D).
- PP. Oxy. XIII 1594 end LXV 4444 zijn perkamenten (in de tabel staat "vellum").
- Beide kopieën van Tobit zijn verschillende edities die elk ook weer verschillen van de ons bekende Septuagint tekst (in de tabel staat "niet LXX").

| Vol  | Oxy  | Datum | Inhoud                               | A/D  | Instituut                                              | Plaats, staat       | Land                |
| ---- | ---- | ----- | ------------------------------------ | ---- | ------------------------------------------------------ | ------------------- | ------------------- |
| III  | 403  | 400   | Apocalyps van Baruch 12–14           | A    | St. Marcus's Library General Theological Seminary      | New York            | (VS)                |
| VII  | 1010 | 350   | 2 Esdras 16:57–59                    | A(?) | Bodleian Library MS.Gr.bib.g.3(P)                      | Oxford              | Verenigd Koninkrijk |
| VIII | 1076 | 550   | Tobit 2 niet LXX                     | D    | John Rylands Library 448                               | Manchester          | Verenigd Koninkrijk |
| XIII | 1594 | 275   | Tobit 12 vellum, niet LXX            | D    | Cambridge University Library Add.MS. 6363              | Cambridge           | Verenigd Koninkrijk |
| XIII | 1595 | 550   | Wijsheid van Jezus Sirach 1          | D    | Palestine Institute Museum Pacific School of Religion. | Berkeley Californië | (VS)                |
| XVII | 2069 | 400   | 1 Henoch 85:10–86:2, 87:1–3          | A    | Ashmolean Museum                                       | Oxford              | Verenigd Koninkrijk |
| XVII | 2074 | 450   | Aanhangsel bij het boek Wijsheid [?] | A    | Ashmolean Museum                                       | Oxford              | Verenigd Koninkrijk |
| LXV  | 4444 | 350   | Wijsheid4:17–5:1 vellum              | D    | Ashmolean Museum                                       | Oxford              | Verenigd Koninkrijk |

### Andere verwante papyri
| Vol   | Oxy  | Datum | Inhoud                           | Instituut        | Stad, staat | Land                |
| ----- | ---- | ----- | -------------------------------- | ---------------- | ----------- | ------------------- |
| IX    | 1173 | 250   | Philo                            | Bodleian Library | Oxford      | Verenigd Koninkrijk |
| XI    | 1356 | 250   | Philo                            | Bodleian Library | Oxford      | Verenigd Koninkrijk |
| XVIII | 2158 | 250   | Philo                            | Ashmolean Museum | Oxford      | Verenigd Koninkrijk |
| XXXVI | 2745 | 400   | onomasticon van Hebreeuwse namen | Ashmolean Museum | Oxford      | Verenigd Koninkrijk |

### Nieuwe Testament

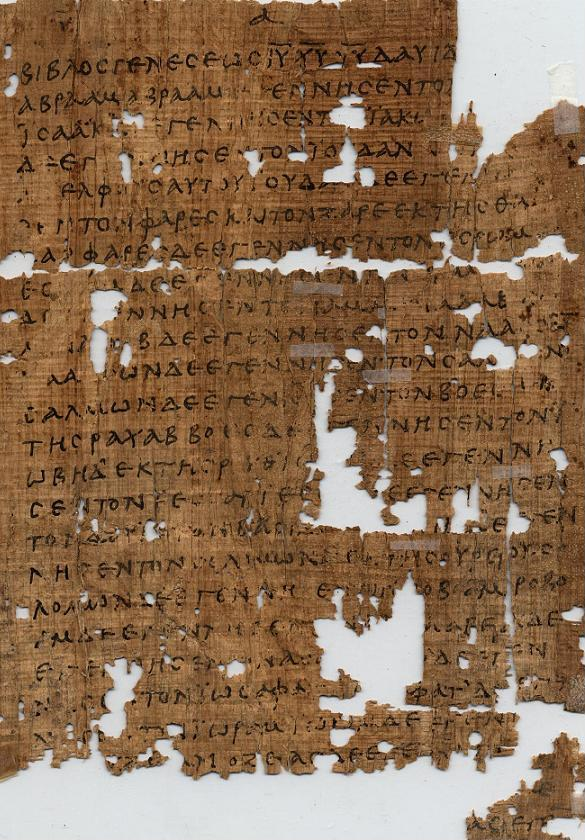
Papyrus 1: Matteüs 1

De Oxyrhynchus Papyri vormen de grootste subgroep van de oudste kopieën van het Nieuwe Testament. Deze fragmenten zijn wat ons rest van codices (boeken), die met Griekse hoofdletters geschreven zijn op papyrus. De eerste voorbeelden hiervan zijn rond 1900 opgegraven door Bernard Pyne Grenfell en Arthur Surridge Hunt in Oxyrhynchus Egypte. Van de 126 geregistreerde papyri van het Nieuwe Testament, komen er 50 (40%) uit Oxyrhynchus. De oudste papyri dateren uit het midden van de tweede eeuw.
Grenfell en Hunt ontdekten de eerste papyrus (Papyrus 1) van het Nieuwe Testament al op de tweede dag van de opgraving, in de winter van 1896–7. Deze werd, samen met de andere oude ontdekkingen, gepubliceerd in 1898, in het eerste deel (volume) van het werk dat nu uit 70 delen (volumes) bestaat: The Oxyrhynchus Papyri.
- De derde kolom (CRG) geeft de standaardnummering van Gregory-Aland), die algemeen geaccepteerd is.
- Papyrus geeft aan dat het een handschrift op papyrus betreft, begint het nummer met een nul dan is het geschreven op perkament.
- Handschriften van het Nieuwe Testament kunnen worden aangeduid met alleen het GRC nummer.
- De inhoud wordt gegeven met de nauwkeurigheid van een hoofdstuk; verzen worden niet weergegeven.
- Over elke papyrus is een uitvoeriger artikel aanwezig.

| Vol        | Oxy       | CRG                                      | Datum       | Inhoud                                      | Instituut                                                         | Stad, staat                | Land                |
| ---------- | --------- | ---------------------------------------- | ----------- | ------------------------------------------- | ----------------------------------------------------------------- | -------------------------- | ------------------- |
| I          | 2         | Papyrus 1                                | 250         | Matteüs 1                                   | Universiteit van Pennsylvania                                     | Philadelphia Pennsylvania  | (VS)                |
| I          | 3         | 069                                      | 500         | Marcus 10:50-51; 11:11-12                   | Frederick Haskell Oriental Institute, University of Chicago; 2057 | Chicago Illinois           | VS)                 |
| II         | 208=1781  | Papyrus Oxyrhynchus 208 + 1781 Papyrus 5 | 250         | Johannes 1, 16, 20                          | British Library                                                   | Londen                     | Verenigd Koninkrijk |
| II         | 209       | Papyrus 10                               | 350         | Romeinen 1                                  | Houghton Library, Harvard                                         | Cambridge Massachusetts    | (VS)                |
| III        | 401       | 071                                      | 500         | Matteüs 10–11 †                             | Harvard Semitic Museum; 3735                                      | Cambridge Massachusetts    | (VS)                |
| III        | 402       | Papyrus 9                                | 250         | 1 Johannes 4                                | Houghton Library, Harvard                                         | Cambridge Massachusetts    | (VS)                |
| IV         | 657       | Papyrus 13                               | 250         | Hebreeën 2–5, 10–12                         | British Library                                                   | Londen                     | Verenigd Koninkrijk |
| VI         | 847       | 0162                                     | 300         | Johannes 2                                  | Metropolitan Museum of Art                                        | New York                   | VS)                 |
| VI         | 848       | 0163                                     | 450         | Openbaring 16                               | Metropolitan Museum of Art                                        | New York                   | VS)                 |
| VII        | 1008      | Papyrus 15                               | 250         | 1 Korinthiërs 7–8                           | Egyptisch Museum                                                  | Caïro                      | Egypte              |
| VII        | 1009      | Papyrus 16                               | 300         | Filip 3–4                                   | Egyptisch Museum                                                  | Cairo                      | Egypte              |
| VIII       | 1078      | Papyrus 17                               | 350         | Hebreeën 9                                  | Cambridge University Library, Cambridge                           | Cambridge                  | Verenigd Koninkrijk |
| VIII       | 1079      | Papyrus 18                               | 300         | Openbaring 1                                | British Library                                                   | Londen                     | Verenigd Koninkrijk |
| VIII       | 1080      | 0169                                     | 350         | Openbaring 3–4                              | Robert Elliott Speer Library Princeton Theological Seminary       | Princeton                  | (VS)                |
| IX         | 1169      | 0170                                     | 500         | Matteüs 6                                   | Robert Elliott Speer Library Princeton Theological Seminary       | Princeton                  | (VS)                |
| IX         | 1170      | Papyrus 19                               | 400         | Matteüs 10–11                               | Bodleian Library                                                  | Oxford                     | Verenigd Koninkrijk |
| IX         | 1171      | Papyrus 20                               | 250         | Jacobus 2–3                                 | Harvey S. Firestone Memorial Library, Princeton                   | Princeton New Jersey       | VS)                 |
| X          | 1227      | Papyrus 21                               | 400         | Matteüs 12                                  | Muhlenberg College                                                | Allentown Pennsylvania     | VS)                 |
| X          | 1228      | Papyrus 22                               | 250         | Johannes 15–16                              | Bibliotheek van de universiteit van Glasgow                       | Glasgow                    | Verenigd Koninkrijk |
| X          | 1229      | Papyrus 23                               | 250         | Jacobus 1                                   | Universiteit van Illinois                                         | Urbana (Illinois)          | (VS)                |
| X          | 1230      | Papyrus 24                               | 350         | Openbaring 5–6                              | Franklin Trask Library Andover Newton Theological School          | Newton Massachusetts       | (VS)                |
| XI         | 1353      | 0206                                     | 350         | 1 Petrus 5                                  | United Theological Seminary                                       | Dayton (Ohio)              | (VS)                |
| XI         | 1354      | Papyrus 26                               | 600         | Romeinen 1                                  | Joseph S. Bridwell Library Southern Methodist University          | Dallas, Texas              | VS)                 |
| XI         | 1355      | Papyrus 27                               | 250         | Romeinen 8–9                                | Cambridge University Library                                      | Cambridge                  | Verenigd Koninkrijk |
| XIII       | 1596      | Papyrus 28                               | 250         | Johannes 6                                  | Palestine Institute Museum Pacific School of Religion             | Berkeley Californië        | (VS)                |
| XIII       | 1597      | Papyrus 29                               | 250         | Handelingen 26                              | Bodleian Library                                                  | Oxford                     | Verenigd Koninkrijk |
| XIII       | 1598      | Papyrus 30                               | 250         | 1 Tessalonicenzen 4-5 ; 2 Tessalonicenzen 1 | Universiteit van Gent                                             | Gent                       | België              |
| XV         | 1780      | Papyrus 39                               | 250         | Johannes 8                                  | Ambrose Swasey Library                                            | Rochester New York (staat) | (VS)                |
| XV         | 1781=208  | Papyrus 5                                | 250         | Johannes 1, 16, 20                          | British Library                                                   | Londen                     | Verenigd Koninkrijk |
| XVIII      | 2157      | Papyrus 51                               | 400         | Galaten 1                                   | Ashmolean Museum                                                  | Oxford                     | Verenigd Koninkrijk |
| XXIV       | 2383      | Papyrus 69                               | 250         | Lucas 22                                    | Ashmolean Museum                                                  | Oxford                     | Verenigd Koninkrijk |
| XXIV       | 2384      | Papyrus 70                               | 250         | Matteüs 2–3, 11–12, 24                      | Ashmolean Museum                                                  | Oxford                     | Verenigd Koninkrijk |
| XXIV       | 2385      | Papyrus 71                               | 350         | Matteüs 19                                  | Ashmolean Museum                                                  | Oxford                     | Verenigd Koninkrijk |
| XXXIV/LXIV | 2683/4405 | Papyrus 77                               | 200         | Matteüs 23                                  | Ashmolean Museum                                                  | Oxford                     | Verenigd Koninkrijk |
| XXXIV      | 2684      | Papyrus 78                               | 300         | Brief van Judas                             | Ashmolean Museum                                                  | Oxford                     | Verenigd Koninkrijk |
| L          | 3523      | Papyrus 90                               | 150         | Johannes 18–19                              | Ashmolean Museum                                                  | Oxford                     | Verenigd Koninkrijk |
| LXIV       | 4401      | Papyrus 101                              | 250         | Matteüs 3–4                                 | Ashmolean Museum                                                  | Oxford                     | Verenigd Koninkrijk |
| LXIV       | 4402      | Papyrus 102                              | 300         | Matteüs 4                                   | Ashmolean Museum                                                  | Oxford                     | Verenigd Koninkrijk |
| LXIV       | 4403      | Papyrus 103                              | 200         | Matteüs 13–14                               | Ashmolean Museum                                                  | Oxford                     | Verenigd Koninkrijk |
| LXIV       | 4404      | Papyrus 104                              | 150         | Matteüs 21?                                 | Ashmolean Museum                                                  | Oxford                     | Verenigd Koninkrijk |
| LXIV       | 4406      | Papyrus 105                              | 500         | Matteüs 27–28                               | Ashmolean Museum                                                  | Oxford                     | Verenigd Koninkrijk |
| LXV        | 4445      | Papyrus 106                              | 250         | Johannes 1                                  | Ashmolean Museum                                                  | Oxford                     | Verenigd Koninkrijk |
| LXV        | 4446      | Papyrus 107                              | 250         | Johannes 17                                 | Ashmolean Museum                                                  | Oxford                     | Verenigd Koninkrijk |
| LXV        | 4447      | Papyrus 108                              | 250         | Johannes 17-18                              | Ashmolean Museum                                                  | Oxford                     | Verenigd Koninkrijk |
| LXV        | 4448      | Papyrus 109                              | 250         | Johannes 21                                 | Ashmolean Museum                                                  | Oxford                     | Verenigd Koninkrijk |
| LXV        | 4449      | Papyrus 100                              | 300         | Jacobus 3–5                                 | Sackler Library Papyrologie kamers                                | Oxford                     | Verenigd Koninkrijk |
| LXVI       | [ 5 ]     | Papyrus 110                              | 350         | Matteüs 10                                  | Sackler Library Papyrologie kamers                                | Oxford                     | Verenigd Koninkrijk |
| LXVI       | 4495      | Papyrus 111                              | 250         | Lucas 17                                    | Ashmolean Museum                                                  | Oxford                     | Verenigd Koninkrijk |
| LXVI       | 4496      | Papyrus 112                              | 450         | Handelingen 26–27                           | Ashmolean Museum                                                  | Oxford                     | Verenigd Koninkrijk |
| LXVI       | 4497      | Papyrus 113                              | 250         | Romeinen 2                                  | Ashmolean Museum                                                  | Oxford                     | Verenigd Koninkrijk |
| LXVI       | 4498      | Papyrus 114                              | 250         | Hebreeën 1                                  | Ashmolean Museum                                                  | Oxford                     | Verenigd Koninkrijk |
| LXVI       | 4499      | Papyrus 115                              | 300         | Openbaring 2–3, 5–6, 8–15                   | Ashmolean Museum                                                  | Oxford                     | Verenigd Koninkrijk |
| LXVI       | 4500      | 0308                                     | 350         | Openbaring 11:15–18                         | Ashmolean Museum                                                  | Oxford                     | Verenigd Koninkrijk |
| LXXI       | 4803      | Papyrus 119                              | 250         | Johannes 1:21–28, 38–44                     | Ashmolean Museum                                                  | Oxford                     | Verenigd Koninkrijk |
| LXXI       | 4804      | Papyrus 120                              | 350         | Johannes 1:25–28, 33-38, 42–44              | Ashmolean Museum                                                  | Oxford                     | Verenigd Koninkrijk |
| LXXI       | 4805      | Papyrus 121                              | 250         | Johannes 19:17–18, 25–26                    | Ashmolean Museum                                                  | Oxford                     | Verenigd Koninkrijk |
| LXXI       | 4806      | Papyrus 122                              | 4e/5e eeuw  | Johannes 21:11–14, 22–24                    | Ashmolean Museum                                                  | Oxford                     | Verenigd Koninkrijk |
| LXXI       | 4844      | Papyrus 123                              | 4e/5e eeuw  | 1 Korinthiërs 14:31–34; 15:3–6              | Ashmolean Museum                                                  | Oxford                     | Verenigd Koninkrijk |
| LXXI       | 4845      | Papyrus 124                              | 4e/5e eeuw  | 2 Korinthiërs 11:1-4, 6-9                   | Ashmolean Museum                                                  | Oxford                     | Verenigd Koninkrijk |
| LXXI       | 4934      | Papyrus 125                              | 3e /4e eeuw | 1 Petrus 1:23-2:5, 2:7-12                   | Ashmolean Museum                                                  | Oxford                     | Verenigd Koninkrijk |

#### Apocriefe delen van het Nieuwe Testament
Tot de Oxyrhynchus Papyri verzameling behoren ongeveer twintig handschriften van Apocriefen van het Nieuwe Testament, die ontstaan zijn in de vroegste periode van het christendom en de indruk maken bij de Bijbel te horen, maar die niet als zodanig aanvaard zijn door de orthodoxie. De werken die gevonden zijn in Oxyrhynchus bevatten onder meer Evangeliën, zoals het Evangelie van Thomas (Nag Hammadi), het Evangelie van Maria, van Petrus, en van Jacobus, De herder van Hermas, en de Didachè.
Tot deze verzameling horen ook handschriften van onbekende evangeliën. De drie handschriften van Thomas zijn de enige getuigen van Griekstalige handschriften van dit werk; daarnaast is er alleen een bijna volledig Koptisch handschrift bekend dat in Nag Hammadi gevonden is. P. Oxy. 4706, een manuscript van De herder van Hermas, is opmerkelijk, omdat deskundigen vaak van mening zijn dat de twee gedeelten onafhankelijk van elkaar gecirculeerd hebben; hier werden de visioenen en de geboden echter op één rol gevonden.
- P. Oxy. V 840 and P. Oxy. XV 1782 zijn perkamenten;
- 2949?, 3525, 3529?, 4705, en 4706 zijn boekrollen, de rest codices.

| Vol              | Oxy  | Datum | Inhoud                                                             | Instituut                                  | Stad, Staat             | Land                |
| ---------------- | ---- | ----- | ------------------------------------------------------------------ | ------------------------------------------ | ----------------------- | ------------------- |
| Oude geschriften |      |       |                                                                    |                                            |                         |                     |
| LXIX             | 4705 | 250   | De herder van Hermas, Visioenen 1:1, 8–9                           | Ashmolean Museum                           | Oxford                  | Verenigd Koninkrijk |
| LXIX             | 4706 | 200   | De herder van Hermas Visioenen 3–4; Geboden 2; 4–9                 | Ashmolean Museum                           | Oxford                  | Verenigd Koninkrijk |
| L                | 3526 | 350   | De herder van Hermas, Geboden 5–6 [zelfde codex als 1172]          | Ashmolean Museum                           | Oxford                  | Verenigd Koninkrijk |
| XV               | 1783 | 325   | De herder van Hermas, Geboden 9                                    |                                            |                         |                     |
| IX               | 1172 | 350   | De herder van Hermas, Gelijkenissen 2:4–10 [zelfde codex als 3526] | British Library; Inv. 224                  | Londen                  | Verenigd Koninkrijk |
| LXIX             | 4707 | 250   | De herder van Hermas, Gelijkenissen 6:3–7:2                        | Ashmolean Museum                           | Oxford                  | Verenigd Koninkrijk |
| XIII             | 1599 | 350   | De herder van Hermas, Gelijkenissen 8                              |                                            |                         |                     |
| L                | 3527 | 200   | De herder van Hermas, Gelijkenissen 8:4–5                          | Ashmolean Museum                           | Oxford                  | Verenigd Koninkrijk |
| L                | 3528 | 200   | De herder van Hermas, Gelijkenissen 9:20–22                        | Ashmolean Museum                           | Oxford                  | Verenigd Koninkrijk |
| III              | 404  | 300   | De herder van Hermas                                               |                                            |                         |                     |
| XV               | 1782 | 350   | Didachè 1–3                                                        | Ashmolean Museum                           | Oxford                  | Verenigd Koninkrijk |
| Pseudepigrafa    |      |       |                                                                    |                                            |                         |                     |
| I                | 1    | 200   | Evangelie van Thomas (Nag Hammadi)                                 | Bodleian Library Ms. Gr. Th. e 7 (P)       | Oxford                  | Verenigd Koninkrijk |
| IV               | 654  | 200   | Evangelie van Thomas (Nag Hammadi)                                 | British Museum; Inv. 1531                  | Londen                  | Verenigd Koninkrijk |
| IV               | 655  | 200   | Evangelie van Thomas (Nag Hammadi)                                 | Houghton Library, Harvard SM Inv. 4367     | Cambridge Massachusetts | VS                  |
| XLI              | 2949 | 200   | Evangelie van Petrus?                                              | Ashmolean Museum                           | Oxford                  | Verenigd Koninkrijk |
| L                | 3524 | 550   | Evangelie van Jacobus 25:1                                         | Ashmolean Museum                           | Oxford                  | Verenigd Koninkrijk |
| L                | 3525 | 250   | Evangelie van Maria                                                | Ashmolean Museum                           | Oxford                  | Verenigd Koninkrijk |
| LX               | 4009 | 150   | Evangelie van Petrus?                                              | Ashmolean Museum                           | Oxford                  | Verenigd Koninkrijk |
| I                | 6    | 450   | Handelingen van Paulus en Thecla                                   |                                            |                         |                     |
| VI               | 849  | 325   | Handelingen van Petrus                                             |                                            |                         |                     |
| VI               | 850  | 350   | Handelingen van Johannes                                           |                                            |                         |                     |
| VI               | 851  | 500   | Apocriefe Handelingen                                              |                                            |                         |                     |
| VIII             | 1081 |       | Gnostisch Evangelie                                                |                                            |                         |                     |
| II               | 210  | 250   | Onbekend Evangelie                                                 | Cambridge University Library Add. Ms. 4048 | Cambridge               | Verenigd Koninkrijk |
| V                | 840  | 200   | Onbekend Evangelie                                                 | Bodleian Library Ms. Gr. Th. g 11          | Oxford                  | Verenigd Koninkrijk |
| X                | 1224 | 300   | Onbekend Evangelie                                                 | Bodleian Library Ms. Gr. Th. e 8 (P)       | Oxford                  | Verenigd Koninkrijk |

### Andere verwante teksten
Vier precieze data staan vermeld:
- drie libelli (bewijzen dat men een heidens offer heeft gebracht en dus niet vervolgd hoeft te worden) zijn voorzien van een datum, alle in het jaar 250, twee op de maand, een op de dag;
- een arrestatiebevel voor een christen is gedateerd op 28 februari 256.

| Vol                                                                        | Oxy  | Datum | Inhoud                                                                                               | Instituut                                                       | Stad, Staat            | Land                |
| -------------------------------------------------------------------------- | ---- | ----- | --- | --------------------------------------------------------------- | ---------------------- | ------------------- |
| Citaten uit de Bijbel                                                      |      |       | |                                                                 |                        |                     |
| VIII                                                                       | 1077 | 550   | Amulet: magische tekst citeert Matteüs 4:23–24                                                       | Trexler Library; Pap. Theol. 2 Muhlenberg College               | Allentown Pennsylvania | VS                  |
| LX                                                                         | 4010 | 350   | Onze Vader Matteüs 6:9vv met inleidend gebed                                                         | Papyrologie kamers Ashmolean Museum                             | Oxford                 | Verenigd Koninkrijk |
| Geloofsbelijdenissen                                                       |      |       | |                                                                 |                        |                     |
| XVII                                                                       | 2067 | 450   | Geloofsbelijdenis van Nicea (325)                                                                    | Papyrologie kamers Ashmolean Museum                             | Oxford                 | Verenigd Koninkrijk |
| XV                                                                         | 1784 | 450   | Geloofsbelijdenis van Constantinopel (381)                                                           | Ambrose Swasey Library Colgate Rochester Crozer Divinity School | Rochester New York     | VS                  |
| Kerkvaders                                                                 |      |       | |                                                                 |                        |                     |
| III                                                                        | 405  | 250   | Irenaeus van Lyon, Ontmaskering en omverwerping van de valselijk zo genoemde gnosis, Contra Haereses | Cambridge University Library Add. Ms. 4413                      | Cambridge              | Verenigd Koninkrijk |
| XXXI                                                                       | 2531 | 550   | Theofilus van Alexandrië Peri Katanuxeos [?]                                                         | Papyrologie Kamers Sackler Library                              | Oxford                 | Verenigd Koninkrijk |
| Onbekende theologische werken                                              |      |       | |                                                                 |                        |                     |
| XIII                                                                       | 1600 | 450   | verhandeling over het lijden van Christus                                                            | Bodleian Library Ms. Gr. Th. d 4 (P)                            | Oxford                 | Verenigd Koninkrijk |
| I                                                                          | 4    | 300   | theologisch fragment                                                                                 | Cambridge University Library                                    | Cambridge              | Verenigd Koninkrijk |
| III                                                                        | 406  | 250   | theologisch fragment                                                                                 | Library; BH 88470.1 McCormick Theological Seminary              | Chicago Illinois       | VS                  |
| Dialogen (theologische discussies)                                         |      |       | |                                                                 |                        |                     |
| XVII                                                                       | 2070 | 275   | anti-Joodse dialoog                                                                                  | Papyrologie kamers Sackler Library                              | Oxford                 | Verenigd Koninkrijk |
| XVII                                                                       | 2071 | 550   | fragment van een dialoog                                                                             | Papyrologie kamers Sackler Library                              | Oxford                 | Verenigd Koninkrijk |
| Christelijke apologetiek (argumenten ter verdediging van het christendom). |      |       | |                                                                 |                        |                     |
| XVII                                                                       | 2072 | 250   | fragment van een apologie                                                                            | Papyrologie kamers Sackler Library                              | Oxford                 | Verenigd Koninkrijk |
| Homilieën (korte preken)                                                   |      |       | |                                                                 |                        |                     |
| XIII                                                                       | 1601 | 400   | homilie over geestelijke strijd                                                                      | Ambrose Swasey Library Colgate Rochester Crozer Divinity School | Rochester New York     | VS                  |
| XIII                                                                       | 1602 | 400   | homilie gericht tot monniken (vellum)                                                                | Universiteitsbibliotheek Universiteit van Gent                  | Gent                   | België              |
| XIII                                                                       | 1603 | 500   | homilie over vrouwen                                                                                 | John Rylands Library Inv R. 55247                               | Manchester             | Verenigd Koninkrijk |
| XV                                                                         | 1785 | 450   | verzameling homilieën [?]                                                                            | Papyrologie ruimte Ashmolean Museum                             | Oxford                 | Verenigd Koninkrijk |
| XVII                                                                       | 2073 | 375.  | fragment van een homilie en nog een andere tekst                                                     | Papyrologie kamer Sackler Library                               | Oxford                 | Verenigd Koninkrijk |
| Liturgische teksten                                                        |      |       | |                                                                 |                        |                     |
| XVII                                                                       | 2068 | 350   | liturgische[?] fragmenten                                                                            | Papyrologie Sackler Library                                     | Oxford                 | Verenigd Koninkrijk |
| III                                                                        | 407  | 300   | Christelijk gebed                                                                                    | Department of Manuscripts British Museum                        | Londen                 | Verenigd Koninkrijk |
| XV                                                                         | 1786 | 275   | Christelijke hymne met muzieknotatie                                                                 | Papyrologie kamers Sackler Library                              | Oxford                 | Verenigd Koninkrijk |
| Heiligenlevens                                                             |      |       | |                                                                 |                        |                     |
| L                                                                          | 3529 | 350   | martelaarschap van Dioscorus                                                                         | Papyrologie kamer Ashmolean Museum                              | Oxford                 | Verenigd Koninkrijk |
| Libelli (bewijs dat men een heidens offer heeft gebracht)                  |      |       | |                                                                 |                        |                     |
| LVIII                                                                      | 3929 | 250   | libellus gedateerd tussen 25 juni en 24 juli 250                                                     | Papyrologie kamer Ashmolean Museum                              | Oxford                 | Verenigd Koninkrijk |
| IV                                                                         | 658  | 250   | libellus gedateerd in het jaar 250                                                                   | Beinecke Library Yale University                                | New Haven Connecticut  | VS                  |
| XII                                                                        | 1464 | 250   | libellus gedateerd op 27 juni 250                                                                    | British Museum                                                  | Londen                 | Verenigd Koninkrijk |
| XLI                                                                        | 2990 | 250   | libellus uit de derde eeuw                                                                           | Papyrologie kamers Sackler Library                              | Oxford                 | Verenigd Koninkrijk |
| Andere documenten                                                          |      |       | |                                                                 |                        |                     |
| XLII                                                                       | 3035 | 256   | arrestatiebevel voor een christen gedateerd op 28 februari 256                                       | Papyrologie kamer Ashmolean Museum                              | Oxford                 | Verenigd Koninkrijk |
| Andere fragmenten                                                          |      |       | |                                                                 |                        |                     |
| I                                                                          | 5    | 300   | oud christelijk fragment                                                                             | Bodleian Library Ms. Gr. Th. f 9 (P)                            | Oxford                 | Verenigd Koninkrijk |

### P. Oxy delen die online beschikbaar zijn
- The Oxyrhynchus papyri, I, edd. tradd. anott. B.P. Grenfell - A.S. Hunt, Londen, 1898 op het Internet Archive
- The Oxyrhynchus papyri, II, edd. tradd. anott. B.P. Grenfell - A.S. Hunt, Londen, 1899 op het Internet Archive
- The Oxyrhynchus papyri, III, edd. tradd. anott. B.P. Grenfell - A.S. Hunt, Londen, 1903 op het Internet Archive
- The Oxyrhynchus papyri, IV, edd. tradd. anott. B.P. Grenfell - A.S. Hunt, Londen, 1904 op het Internet Archive
- The Oxyrhynchus papyri, V, edd. tradd. anott. B.P. Grenfell - A.S. Hunt, Londen, 1908 op het Internet Archive
- The Oxyrhynchus papyri, VI, edd. tradd. anott. B.P. Grenfell - A.S. Hunt, Londen, 1908 op het Internet Archive
- The Oxyrhynchus papyri, VII, edd. tradd. anott. A.S. Hunt, Londen, 1910 op het Internet Archive
- The Oxyrhynchus papyri, VIII, edd. tradd. anott. A.S. Hunt, Londen, 1911 op het Internet Archive
- The Oxyrhynchus papyri, IX, edd. tradd. anott. A.S. Hunt, Londen, 1912 op het Internet Archive
- The Oxyrhynchus papyri, X, edd. tradd. anott. B.P. Grenfell - A.S. Hunt, Londen, 1914 op het Internet Archive
- The Oxyrhynchus papyri, XI, edd. tradd. anott. B.P. Grenfell - A.S. Hunt, Londen, 1915 op het Internet Archive
- The Oxyrhynchus papyri, XII, edd. tradd. anott. B.P. Grenfell - A.S. Hunt, Londen, 1916 op het Internet Archive
- The Oxyrhynchus papyri, XIII, edd. tradd. anott. B.P. Grenfell - A.S. Hunt, Londen, 1919 op het Internet Archive
- The Oxyrhynchus papyri, XIV, edd. tradd. anott. B.P. Grenfell - A.S. Hunt, Londen, 1920 op het Internet Archive

## Bron
- Dit artikel of een eerdere versie ervan is een (gedeeltelijke) vertaling van het artikel Oxyrhynchus papyri op de Engelstalige Wikipedia, dat onder de licentie Creative Commons Naamsvermelding/Gelijk delen valt. Zie de bewerkingsgeschiedenis aldaar.